# Alfredo Sánchez (ur. 1987)
Alfredo Sánchez Cruz (ur. 23 marca 1987 w Apatzingán) – meksykański piłkarz występujący na pozycji prawego skrzydłowego.

## Kariera klubowa
Sánchez jest wychowankiem akademii juniorskiej zespołu Club Atlas z siedzibą w mieście Guadalajara. Do seniorskiej drużyny został włączony jako dziewiętnastolatek przez szkoleniowca Daniela Guzmána; w meksykańskiej Primera División zadebiutował 1 kwietnia 2006 w przegranym 1:3 spotkaniu z Dorados. Nie potrafiąc wywalczyć sobie miejsca w pierwszym składzie, występował przeważnie w drugoligowych rezerwach – Académicos de Guadalajara. W styczniu 2008 udał się na półroczne wypożyczenie do trzecioligowego Atlético Cihuatlán. Półtora roku później, w lipcu 2009, został wypożyczony po raz drugi, tym razem do klubu Loros de la Universidad de Colima, także występującego w trzeciej lidze meksykańskiej. Tam spędził ponad trzy lata, przeważnie mając zagwarantowane miejsce w wyjściowej jedenastce.
| Sezon     | Klub               | Kraj   | Rozgrywki        | Mecze | Bramki |
| --------- | ------------------ | ------ | ---------------- | ----- | ------ |
| 2005/2006 | Club Atlas         | Meksyk | Primera División | 1     | 0      |
| 2006/2007 | Club Atlas         | Meksyk | Primera División | 0     | 0      |
| 2007/2008 | Club Atlas         | Meksyk | Primera División | 0     | 0      |
| 2007/2008 | Atlético Cihuatlán | Meksyk | Segunda División | 21    | 5      |
| 2008/2009 | Club Atlas         | Meksyk | Primera División | 15    | 0      |
| 2009/2010 | Loros UCOL         | Meksyk | Segunda División | 24    | 4      |
| 2010/2011 | Loros UCOL         | Meksyk | Segunda División | 23    | 6      |
| 2011/2012 | Loros UCOL         | Meksyk | Segunda División | 16    | 4      |
| 2012/2013 | Club Atlas         | Meksyk | Primera División |       |        |